# Адольф Єкель
Адольф Єкель (нім. Adolf Jäkel; 11 лютого 1900, Бреслау — 17 березня 1945, Фінстервальде) — німецький льотчик-ас транспортної авіації, оберст люфтваффе (1 червня 1943). Кавалер Лицарського хреста Залізного хреста.

## Біографія
Син чиновника магістрату. Після початку Першої світової війни у віці 14 років вступив в армію. У  серпні 1917 року переведений в авіацію, льотчик-спостерігач, потім льотчик-винищувач. У 1918 році демобілізований. В 1919/26 роках працював у сільському господарстві. В 1927/37 роках — викладач сільськогосподарської школи в Райхенбасі. В 1940 році вступив в люфтваффе, служив у різних навчальних частинах. В кінці 1940 року переведений в транспортну авіацію, командував 1-ю групою 1-ї бомбардувальної ескадри особливого призначення, з грудня 1941 року — 999-ю бомбардувальною (транспортною) групою особливого призначення, а потім 9-ю групою. Учасник Німецько-радянської війни, відзначився своїми діями щодо постачання німецьких військ, оточених під Дем'янськом. Потім взяв участь в організації постачання Сталінградського угруповання. З квітня 1943 року — командир 1-ї бомбардувальної ескадри особливого призначення, яка в травні 1943 року була перейменована в 1-шу транспортну ескадру. Учасник боїв у Черкаському котлі та в Криму. В 1944 році призначений командувачем транспортних частин люфтваффе. З вересня 1944 по лютий 1945 року — інспектор при шефі транспортної авіації вермахту, на цій посаді безпосередньо керував транспортними авіаційними перевезеннями на Одерському фронті. Загинув під час авіанальоту радянських ВПС.

## Нагороди
- Залізний хрест 2-го і 1-го класу
- Почесний хрест ветерана війни з мечами
- Нагрудний знак пілота
- Застібка до Залізного хреста 2-го і 1-го класу
- Планка транспортної авіації
- Німецький хрест в золоті (27 липня 1942)
- Лицарський хрест Залізного хреста (19 серпня 1944)